# Johnny Werket
John Roland „Johnny” Werket (ur. 8 października 1924 w Saint Paul, zm. 4 czerwca 2010 w Sun City West) – amerykański łyżwiarz szybki, dwukrotny medalista mistrzostw świata.

## Kariera
Największy sukces w karierze Johnny Werket osiągnął w 1948 roku, kiedy wywalczył srebrny medal podczas wielobojowych mistrzostw świata w Helsinkach. Rozdzielił tam na podium dwóch Norwegów: Odda Lundberga i Henry’ego Wahla. Amerykanin wygrał tam bieg na 1500 m, był drugi na 500 m, szósty na 500 m oraz ósmy na dystansie 10 000 m. Niemal identyczne wyniki uzyskał na rozgrywanych rok później mistrzostwach świata w Oslo, jednak wystarczyło to do zajęcia piątego miejsca w wieloboju. Ostatni medal zdobył podczas mistrzostw świata w Eskilstunie w 1950 roku, gdzie zajął trzecie miejsce. W zawodach tych wyprzedzili go jedynie Hjalmar Andersen oraz Odd Lundberg. Werket wygrał tam biegi na 500 i 1500 m, a w biegu na 5000 m był piąty, jednak szansę na zwycięstwo stracił zajmując dziesiąte miejsce na 10 000 m. Blisko medalu był po dwóch krótszych biegach na mistrzostwach świata w Hamar w 1952 roku, w których był drugi. Jednak na dystansie 5000 m zajął dopiero 19. miejsce i nie awansował do finału.
W 1948 roku wystartował na igrzyskach olimpijskich w Sankt Moritz, zajmując szóste miejsce na 1500 m i jedenaste na 10 000 m. Na rozgrywanych cztery lata później igrzyskach w Oslo jego najlepszym wynikiem było jedenaste miejsce w biegu na 500 m. Brał również udział w igrzyskach olimpijskich w Cortina d’Ampezzo w 1956 roku, gdzie ponownie był jedenasty na 500 m, a w biegu na 1500 m zajął 25. pozycję.